# Sestiere (Burano)
Pour les articles homonymes, voir Sestiere.
Les sestieres sont les quartiers de Burano, île de la lagune de Venise, en Italie.

## Sestieres

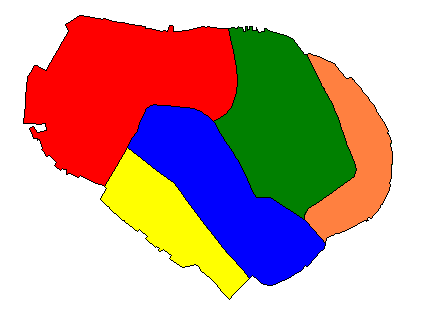
Division de Burano en sestieres.
Giudecca
San Martino Destra
San Martino Sinistra
San Mauro
Terranova

Les cinq sestieres de Burano correspondent aux différents îlots qui composent le bourg : San Mauro, San Martino (divisé en destra, droite, et sinistra, gauche), Terranova et Giudecca.
| Sestiere             | Superficie (ha) | Population | Densité (hab./km²) |
| -------------------- | --------------- | ---------- | ------------------ |
| Giudecca             | +02,5           | +0257,     | +10 200,           |
| San Martino Destra   | +05,1           | +0750,     | +14 882,           |
| San Martino Sinistra | +04,4           | +0580,     | +13 318,           |
| San Mauro            | +06,8           | +0806,     | +12 029,           |
| Terranova            | +02,3           | +0343,     | +15 609,           |
| Total                | +21,1           | +2 736,    | +13 176,           |